# Souley Mohamed
Souley Mohamed ist ein Militär, Politiker und Sportfunktionär aus dem westafrikanischen Staat Burkina Faso.
Mohamed war in den 1990er-Jahren Minister für Industrie und Handel sowie von 1992 bis 1996 Präsident des nationalen Fußballverbandes Fédération Burkinabè de Football (FBF) und Vorsitzender des Organisationskomitees der Fußball-Afrikameisterschaft 1998. Danach war er als Funktionär für den afrikanischen Fußballverband CAF tätig. Er hat drei Kinder und lebt heute als Unternehmer bei Fada N’Gourma.